# Massaker an der Thammasat-Universität

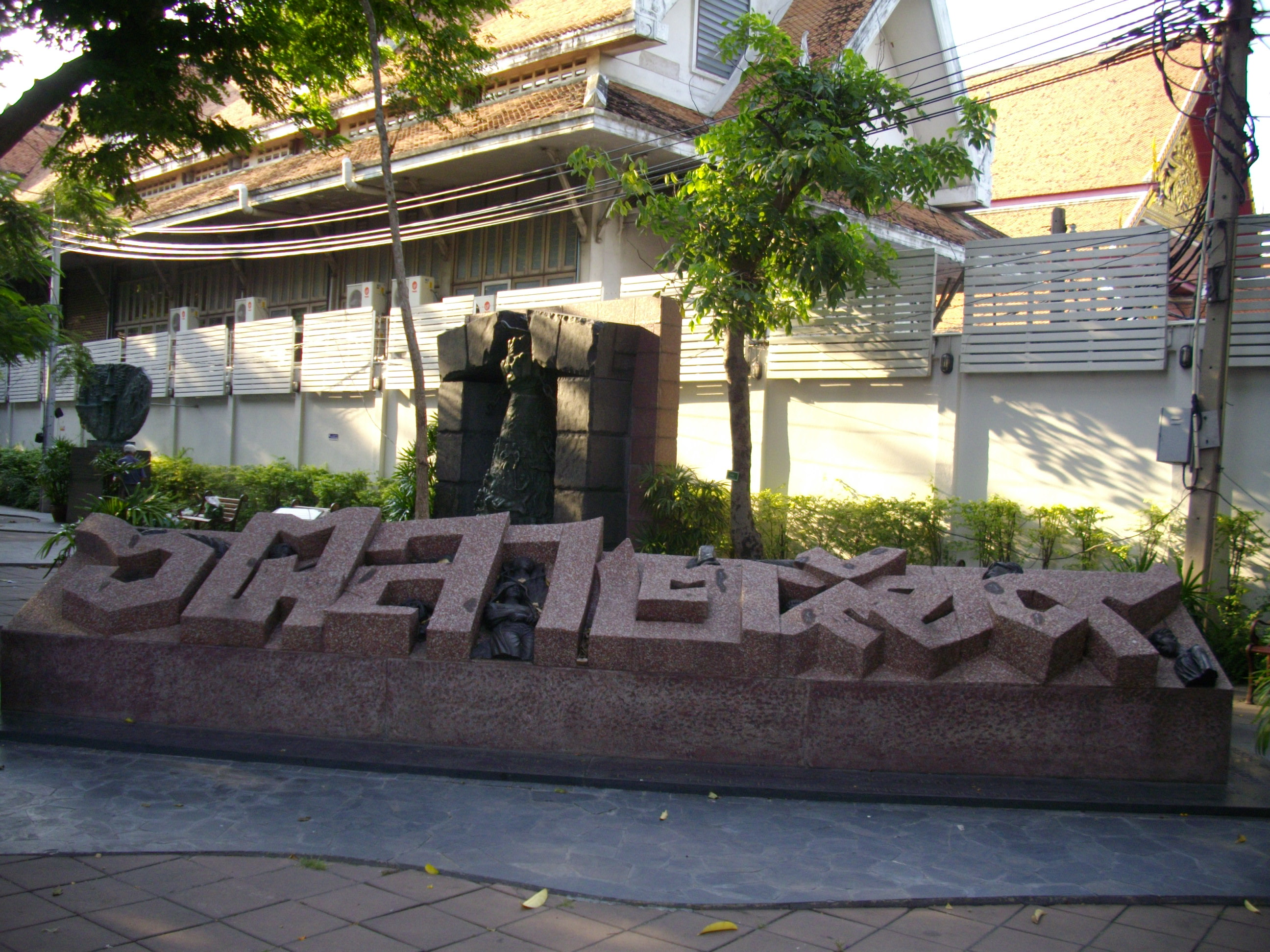
Denkmal an das Massaker auf dem Gelände der Thammasat-Universität

Das Massaker an der Thammasat-Universität oder Massaker vom 6. Oktober 1976 (thailändisch เหตุการณ์ 6 ตุลา, RTGS Hetkan Hok Tula, „Ereignis des 6. Oktober“) war ein tödlicher Angriff von Sicherheitskräften und rechtsextremen Bürgerwehren auf linksgerichtete Studenten und Demonstranten auf dem Campus der Thammasat-Universität und auf dem Sanam Luang im Zentrum der thailändischen Hauptstadt Bangkok.
Nach offiziellen Angaben starben dabei 46 Menschen. Mitarbeiter des Chinesischen Wohltätigkeitsvereins, der die Toten abtransportierte und einäscherte, berichteten dagegen von über hundert Leichen. Tausende Studenten wurden verhaftet. Anschließend fand ein Militärputsch statt, der die kurze Phase parlamentarischer Demokratie in Thailand beendete.

## Hintergrund
Ein maßgeblich von Studenten (insbesondere der Thammasat-Universität) initiierter und getragener Volksaufstand im Oktober 1973 hatte eine 15-jährige ununterbrochene Militärherrschaft beendet. Anschließend begann ein Übergang zur Demokratie, es bildete sich eine Vielzahl von Parteien. Ein Teil der Studentenschaft war stark politisiert, vor allem verschiedene linke Strömungen waren auf den Campus vertreten und marxistische Literatur erfreute sich großer Beliebtheit. Aber auch Gewerkschaften und progressive Bauernverbände traten selbstbewusster auf, demonstrierten und streikten für höhere Löhne und weitergehende Rechte.
Eine demokratische Verfassung war im Oktober 1974 in Kraft getreten (sie enttäuschte allerdings die noch weitergehenden Vorstellungen der Linken und Liberalen). Die Parlamentswahlen im Januar 1975 hatten aufgrund der Parteienzersplitterung instabile Verhältnisse gebracht. Die Regierung musste mehrfach umgebildet werden, bereits im Januar 1976 löste sich das Parlament wieder auf und löste vorgezogene Neuwahlen im April 1976 aus.
Der politische Umbruch, das fordernde Auftreten von aktivistischen Studenten, linken Parteien, Gewerkschaften und Bauern und vor allem der Sieg der Kommunisten im Zweiten Indochinakrieg in Vietnam, Kambodscha und Laos 1975 weckte extreme Ablehnung durch die politische Rechte. Hierbei spielte auch die Domino-Theorie eine Rolle, der zufolge Thailand nach den Staaten Indochinas als nächster „Dominostein umfallen“, das heißt kommunistisch werden könnte, wenn nicht Gegenmaßnahmen ergriffen würden. Es bildeten sich entschieden antikommunistische Bewegungen wie Nawaphon („Neue Kraft“ oder „Kraft der Neun“), Luk Suea Chao Ban („Dorf-Pfadfinder“) und Krathing Daeng („Rote Büffel“), die aber auch demokratisch-linke Kräfte und letztlich die freiheitliche Demokratie als solche ablehnten. Der Richter und Fernsehmoderator Thanin Kraivichien behauptete in seiner Sendung, dass „Kommunismus, Studentenaktivismus und progressive Politik“ ein „untrennbares Trio“ bildeten. Tatsächlich waren die Führungskräfte des Nationalen Studentenzentrums Thailands mehrheitlich marxistisch bzw. maoistisch ausgerichtet und sowohl die maoistische Kommunistische Partei Thailands (KPT) als auch die Sowjetunion versuchten Einfluss auf die thailändische Studenten- und Arbeiterbewegung zu nehmen.
Am 1. Mai 1975 beschloss das Parlament ein Gesetz, das den Besitz und das Tragen von Waffen zur Selbstverteidigung ohne besondere Genehmigung erlaubte. Dies wurde mit zunehmender Kriminalität und dem oft zu späten Eintreffen der Polizei, vor allem in ländlichen Gegenden, begründet. Auch manche Politiker und Anführer der Studentenbewegung bewaffneten sich in dieser Zeit zum Selbstschutz. Zwischen April und August 1975 wurden 17 Anführer des linken Bauernverbands Thailands ermordet, wohinter die militanten „Roten Büffel“ vermutet wurden. Im August 1975 überfielen teils bewaffnete Regierungsgegner, darunter auch Polizisten, das Wohnhaus des Ministerpräsidenten Kukrit Pramoj, dem sie eine zu nachsichtige Haltung gegenüber Linken und Studenten vorwarfen. Am 20. August 1975 attackierten bewaffnete Rechte zum ersten Mal die Thammasat-Universität, wo sie um sich schossen, Sprengsätze warfen und Unterrichtsgebäude in Brand setzten. Der Nationale Studentenrat machte hierfür die „Roten Büffel“, aber auch die Polizei verantwortlich.
Im Februar 1976 wurde die Zentrale der linksliberalen Partei der Neuen Kraft mit Sprengkörpern beworfen und der Vorsitzende der Sozialistischen Partei Thailands erschossen. Im März wurde eine Handgranate in einen gegen die Politik der USA gerichteten Demonstrationszug geworfen, wobei vier Studenten starben und 82 verletzt wurden. Der Rektor der Thammasat-Universität, Puey Ungphakorn, klagte in dieser Zeit über Todesdrohungen. Ihm warfen rechte Kritiker vor, linke Bewegungen unter den Studenten seiner Hochschule nicht nur zu dulden, sondern auch selbst ein Kommunist zu sein. Die konservative Chart-Thai-Partei trat im Wahlkampf 1976 mit dem Slogan „Rechts tötet Links“ an, was angesichts der damaligen politischen Morde nicht nur im übertragenen Sinne verstanden werden konnte.
Der während der früheren Militärdiktatur gegründeten Bewegung der „Dorf-Pfadfinder“ schlossen sich neben Bauern zunehmend auch politisch und wirtschaftlich verunsicherte Angehörige des städtischen Bürgertums an. König Bhumibol Adulyadej, der wegen seiner Rolle während des Volksaufstands 1973 als Unterstützer der Demokratie gefeiert worden war, und seine Familie unterstützten diese Bewegung ebenfalls, indem sie Versammlungen beiwohnten, Halstücher und Abzeichen der Organisation segneten. Der prominente buddhistische Mönch Kittiwuttho Bhikkhu, der der Nawaphon-Bewegung nahestand, predigte, dass es keine Sünde sei, Kommunisten zu töten. Das durch die Tötung erworbene schlechte Karma werde durch das gute Karma der Rettung von Nation, Religion und Monarchie mehr als aufgewogen. Zudem seien Kommunisten keine „vollständigen Menschen“, sondern Erscheinungsformen Māras (des personifizierten Bösen). Die Tötung von 50.000 Kommunisten sei gerechtfertigt, wenn dadurch das Glück von 42 Millionen Thailändern gesichert werden könne.
Im August 1976 kehrte Praphas Charusathien, während der Militärdiktatur stellvertretender Ministerpräsident, Innenminister und Oberkommandierender des Heeres, einer der bei der Demokratiebewegung verhassten „drei Tyrannen“, nach Thailand zurück. Das löste eine erneute Protestwelle linksgerichteter Studenten und Aktivisten auf dem Campus der Thammasat-Universität aus, die von militanten Rechten mit Schusswaffen und Handgranaten angegriffen wurden, wobei zwei Menschen starben und 60 verletzt wurden. Nach einer Audienz beim König entschied sich Praphas, das Land wieder zu verlassen und kehrte nach Taiwan zurück.

## Auslöser
Am 19. September 1976 kehrte auch der langjährige Militärdiktator Thanom Kittikachorn aus dem selbstgewählten Exil in Singapur nach Thailand zurück. Er trug das Gewand eines buddhistischen Novizen und erklärte, sich im Bangkoker Wat Bowonniwet zum Mönch weihen lassen zu wollen. Dieses Kloster ist traditionell eng mit dem Königshaus verbunden. Vier Tage später besuchten der König und die Königin den Tempel, vielfach wurde berichtet, dass sie dort Thanom trafen, was sie offiziellen Angaben zufolge aber nicht taten. Am selben Tag erklärte Ministerpräsident Seni Pramoj angesichts der tiefen politischen Spaltung im Land seinen Rücktritt, wurde aber sogleich vom Parlament erneut gewählt.
Die Rückkehr Thanoms löste neuerliche Proteste aus dem linken Spektrum aus. Zwei Arbeiter, die in Nakhon Pathom Anti-Thanom-Plakate aufhängen wollten, wurden ermordet. Polizisten gestanden die Morde, wurden aber dennoch (nach dem 6. Oktober) aus Mangel an Beweisen freigesprochen. Dieses Ereignis wurde bei einer Studentendemonstration an der Thammasat-Universität am 4. Oktober nachgestellt. Einer der Darsteller, die als Gehängte posierten, hatte eine gewisse Ähnlichkeit mit Kronprinz Maha Vajiralongkorn. Eine rechtsgerichtete Tageszeitung griff das Bild aus dem Zusammenhang und behauptete, die Studenten hätten die Ermordung des Kronprinzen inszeniert und wollten die Monarchie stürzen.
Zudem stand Anfang Oktober die Pensionierung zahlreicher hochrangiger Offiziere und dadurch ausgelöste Beförderungen und Versetzungen an. Das Nationale Studentenzentrum befürchtete deshalb einen Putschversuch enttäuschter Militärs, die bei den Beförderungen nicht berücksichtigt würden.

## Verlauf

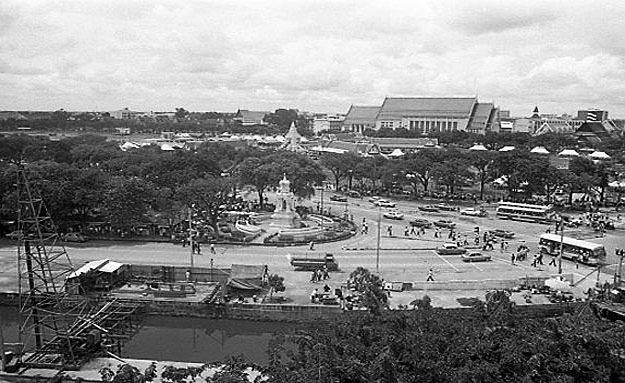
Sanam Luang um 1974. Im Hintergrund der Campus der Thammasat-Universität

Am 4. und 5. Oktober demonstrierten etwa 4000 Studenten und Aktivisten, organisiert vom linksgerichteten Nationalen Studentenzentrum Thailands (NSCT), auf dem Sanam Luang, dem zentralen Paradeplatz in der Bangkoker Altstadt. Als es am Abend zu regnen begann, verlegten sie die Versammlung auf den angrenzenden Campus der Thammasat-Universität. Bis spät in die Nacht diskutierten sie, begleitet von Musik und Theaterstücken. Um Mitternacht versammelten sich hunderte Menschen vor den Toren der Universität mit Bildern der vermeintlichen „Erhängung des Kronprinzen“, rissen Plakate nieder, setzten sie in Brand und drohten, das Gelände zu betreten. Polizeikräfte versuchten, die Situation zu kontrollieren. Militärnahe Radiosender riefen Polizisten und Protestler auf, das Gelände zu stürmen. Sie sendeten während der Nacht aufwiegelnde und hasserfüllte Reden, in denen unter anderem gerufen wurde: „Tötet sie… Tötet die Kommunisten!“
Um 1 Uhr berief der Generaldirektor der Polizei Sisuk Mahinthorathep eine Besprechung leitender Polizeioffiziere ein, nach der einstündigen Besprechung begaben sie sich zur Thammasat-Universität. Das „Panzerradio“ rief die Polizei zu einem harten Vorgehen gegen das Nationale Studentenzentrum auf. Die „Dorf-Pfadfinder“ und andere „Patrioten“ wurden zu einer regierungsfreundlichen Gegendemonstration vor dem Parlament am Morgen des 6. Oktober aufgerufen.
Um 3 Uhr umstellten Bereitschaftspolizei und Polizeispezialkräfte das Universitätsgelände, drei Polizeiboote wurden auf dem Chao-Phraya-Fluss stationiert, der den Campus nach Westen begrenzt. Im nördlich an die Universität grenzenden Nationalmuseum richtete die Polizei einen Einsatzstab ein. Der Generaldirektor der Polizei erklärte, den Campus bei Morgengrauen räumen und die Verantwortlichen für die mutmaßliche Majestätsbeleidigung verhaften zu wollen. Er selbst übernehme die Verantwortung für den Einsatz. Die Menge vor dem Universitätstor setzte einen Müllcontainer und ein Wachhäuschen in Brand und warf brennende Gegenstände auf das Gelände.
Ab 5 Uhr versuchten die „Roten Büffel“, auf das Universitätsgelände zu kommen. Es wurden Sprengsätze und Handgranaten auf den Campus geworfen, die Studenten zum Teil schwer verletzten. Von Seiten der Studentenversammlung wurde zurückgeschossen, wobei ein Mann tödlich verwundet wurde. Um 5.40 Uhr begann die Polizei mit einem M-79-Granatwerfer vom Nationalmuseum auf die Universität zu feuern. Bei der Explosion wurde ein Mensch getötet, mehrere weitere teils schwer verletzt. Zudem wurde mit Sturmgewehren (vermutlich M-16 und HK33) geschossen. Die Studenten suchten Schutz in Gebäuden. „Sicherheitskräfte“ des Studentenzentrums schossen zurück. Einige Mitglieder der „Roten Büffel“ versuchten, das Universitätstor mit einem gekaperten Bus zu durchbrechen. Einigen Polizisten, Soldaten und „Roten Büffeln“ gelang es, über den Zaun der Universität zu klettern. Vor 6 Uhr forderte das „Panzerradio“ das Studentenzentrum zur vollständigen Kapitulation auf und behauptete, dass Polizisten durch Schüsse von Seiten der Studenten verwundet worden seien. Zu dieser Zeit versuchten viele Studenten, vom Gelände zu fliehen, das aber umstellt war. Eine kleine Zahl Verletzter wurde von einem Krankenwagen abtransportiert, zwei weitere mit einem Boot über den Fluss. Eine weitere Evakuierung unterband die Polizei aber.
Um 6 Uhr eröffneten Scharfschützen der Polizei das Feuer. Die Polizei behauptete, dass Studenten die Schießerei begonnen und sogar Sturmgewehre wie M-16 oder AK-47 abgefeuert hätten. Die Abriegelung der Flussseite wurde durch Militärpolizei der Marine verstärkt. Ein Anführer des NSCT forderten die Teilnehmer der Versammlung auf, gegen die Angreifer anzukämpfen, da sie nichts zu verlieren hätten, auch wenn viele dabei sterben würden. Andere Studenten versuchten über den Fluss zu fliehen, wurden aber von der Marinepolizei beschossen. Weitere Bangkoker Polizei und Grenzschutzpolizeikräfte wurden zur Thammasat-Universität mobilisiert. Zwischen 6.30 und 7 Uhr riefen Vertreter der Studentenbewegung die Polizei zu einem Waffenstillstand auf, was aber ignoriert wurde. Bei einem erneuten M-79-Granatenangriff starben drei Studenten. Bei weiteren Schießereien sowie der Explosion einer fehlgeleiteten Autobombe der „Roten Büffel“ um 7 Uhr wurden auch Polizisten verletzt. Die Polizei blockierte weiterhin alle Fluchtwege und verbot auch Booten, den fluchtwilligen Studenten am Fluss zu Hilfe zu kommen. Eine Gruppe von Vertretern des NSCT, einschließlich des Sprechers Sutham Saengprathum und des vermeintlichen Kronprinzen-Darstellers verließ das Gelände in einem Krankenwagen und bat um ein Treffen mit dem Ministerpräsidenten. Sie wurden jedoch abgewiesen und verhaftet.
Um 7.30 Uhr gab Polizeigeneral Sisuk „zum Selbstschutz“ das Feuer frei. Über hundert schwer bewaffnete Paramilitärs der Grenzschutzpolizei trafen ein sowie eine Spezialeinheit von Fallschirmspringern, die mit Helikoptern vom Camp Naresuan in Hua Hin eingeflogen worden waren. Auch die lokale Bangkoker Polizei nahm an der Schießerei teil, einschließlich des Polizeipräsidenten, der erklärte, er sei bereit zu sterben. Die Polizei begann, den Campus zu stürmen, angeblich um auf Anordnung des Ministerpräsidenten die der Majestätsbeleidigung verdächtigen Studenten zu verhaften, obwohl diese zu diesem Zeitpunkt bereits festgenommen waren. Zahlreiche Studenten wurden dabei getötet oder verletzt. Der Aufruf, zumindest die Mädchen evakuieren zu dürfen, wurde ignoriert. Studenten feuerten aber auch zurück, wobei Polizisten verwundet wurden. Weitere Studenten sprangen in den Fluss, obwohl von Patrouillenbooten der Marinepolizei auf sie geschossen wurde; viele ertranken. Hunderte wurden verhaftet, sie mussten sich mit freiem Oberkörper und Händen hinter dem Kopf auf den Boden legen und zum Teil stundenlang so verharren. Um 8 Uhr meldete die Polizei, dass etwa zwanzig Studenten mit Schusswaffen gesichtet worden seien. 15 Minuten später wurde der Beschuss durch M-79-Granatwerfer und andere schwere Waffen der Grenzschutzpolizei noch intensiviert. Es kam zu Explosionen im Minutentakt.
Studenten, die durch das Haupttor zum Sanam Luang fliehen wollten, trafen auf „Rote Büffel“, militante Rechte, Polizei und Soldaten, die auf sie einschlugen oder schossen. Um 9 Uhr stürmte die Polizei dann einzelne Gebäude auf dem Campus und Stützpunkte der Studentenbewegung. Dabei wurden zwei Polizisten getötet, zahlreiche Studenten starben oder wurden verwundet. Einige wurden zu Tode geprügelt oder aufgehängt, andere bei lebendigem Leibe verbrannt. Studentinnen wurden von Polizisten und „Roten Büffeln“ vergewaltigt. Die Kämpfe und Gräueltaten hielten bis zum Mittag an. Einige Polizisten sahen bei Erhängungen, Verstümmelung und Verbrennung von Leichen untätig zu. Auch zahlreiche Schaulustige beobachteten das Geschehen und spendeten teils Beifall. Aus der Menge wurden mehrere bereits verhaftete und verwundete Studenten aus dem Polizeigewahrsam geschleppt, auf sie eingeschlagen bzw. sogar gelyncht. Dem versuchte die Polizei hingegen mit Warnschüssen Einhalt zu gebieten. Zumindest eine junge Frau konnte so gerettet werden.
Parallel dazu fand ab etwa 9 Uhr eine große Demonstration von etwa 30.000 „Dorf-Pfadfindern“ und anderen rechten Kräften, die teilweise mit Bussen aus anderen Provinzen nach Bangkok gebracht worden waren, an der Reiterstatue von König Chulalongkorn vor der Anantasamakhom-Thronhalle (dem alten Parlamentsgebäude) statt. Dort wurde unter anderem „Tötet die Kommunisten! Tötet die drei linken Minister! Verteidigt Nation, Religion und Monarchie!“ skandiert. Auf einer Kabinettssitzung weigerte sich Ministerpräsident Seni jedoch, wie von seinen rechtsgerichteten Koalitionspartnern gefordert, die drei unter Kommunismusverdacht stehenden Minister zu entlassen, mit dem Argument, dass die Regierung erst am Tag zuvor vom König vereidigt worden war.
Um 18 Uhr trat Kronprinz Vajiralongkorn vor die Versammlung der „Dorf-Pfadfinder“ und löste sie auf. Etwa zur gleichen Zeit übernahm – angeblich zum Schutz der Monarchie – eine Militärjunta, der „Rat für Reform der nationalen Regierung“, unter Führung des Admirals und bisherigen Verteidigungsministers Sangad Chaloryu die Macht im Land und verhängte den Ausnahmezustand.

## Folgen
Der Militärputsch setzte der dreijährigen Phase mit ziviler Regierung und weitergehenden Bürgerrechten ein Ende.
Zwei Tage später ernannte der König den Richter Thanin Kraivichien zum Ministerpräsidenten, einen Vertreter der antikommunistischen Nawaphon-Bewegung, der durch eine von ihm moderierte Fernsehsendung bekannt geworden war und als rechter Hardliner galt. Nach seinem Amtsantritt sandte er Spezialkräfte der Polizei zu Buchläden mit liberaler Literatur und ließ 45.000 Bücher beschlagnahmen und verbrennen, darunter Werke von Thomas Morus, George Orwell und Maxim Gorki. Alle politischen Parteien wurden verboten, Gewerkschaften, progressive Studenten- und Bauernverbände bekämpft.
Anschließend flohen hunderte politisch engagierte Aktivisten und Studenten in die Berge und schlossen sich den Aufständischen der Kommunistischen Partei Thailands an. Statt die Kommunisten zu schwächen, wurde deren bewaffneter Kampf gegen den Staat so noch befeuert. Thanin erklärte, dass es eines 12-jährigen Entwicklungsprozesses bedürfe, bis das thailändische Volk „reif“ für Demokratie sei. Obwohl Thanin schon nach einem Jahr von der Militärjunta wieder aus dem Amt gedrängt wurde, um einer pragmatischeren Regierung Platz zu machen, dauerte es tatsächlich zwölf Jahre bis Thailand 1988 wieder einen demokratisch gewählten Regierungschef bekam.
Am 1. Dezember 1976 wurde die Thammasat-Universität wiedereröffnet. Die Bangkok Post merkte damals an, dass – anders als zuvor – kaum noch Studenten mit langen Haaren und Sandalen zu sehen waren.

## Dokumentation und Erinnerung
Als geradezu ikonisches Dokument des Ereignisses gilt ein Bild des amerikanischen Fotojournalisten Neal Ulevich, das einen Studenten zeigt, der an einem Baum auf dem Sanam Luang erhängt wurde. Ein junger Mann schlägt mit einem Klappstuhl auf den bereits leblosen Körper ein, während Kinder und Jugendliche zusehen und zum Teil lächeln. Das Bild gewann 1977 den 3. Preis des World Press Photo-Wettbewerbs, im selben Jahr wurde Ulevich für die gesamte Bilderserie mit dem Pulitzer-Preis ausgezeichnet. Ebenfalls weit bekannt sind Bildaufnahmen von verhafteten Studenten, die mit freiem Oberkörper, hinter dem Nacken verschränkten Händen und Gesicht nach unten auf dem Boden liegen.
Nach dem Ende der Militärdiktatur setzten sich Überlebende und Hinterbliebene der Opfer für eine Gedenkstätte ein. Zeitweilig wurde ein gemeinsames Denkmal für die beiden „Oktober-Ereignisse“, den Volksaufstand von 1973 und das Massaker von 1976, vorgeschlagen. Dies war aber hoch umstritten, da in der offiziellen, konservativen Geschichtsschreibung der 14. Oktober 1973 als wichtiges Ereignis und Wendepunkt für die thailändische Demokratie gilt (auch aufgrund der Intervention und Sympathiebezeugung des Königs für die Demonstranten), während das Thammasat-Massaker auch noch nach Jahrzehnten von Vertretern des Establishments verschwiegen oder verharmlost wird. Zum 20. Jahrestag des Massakers äußerten sich Täter und Hintermänner als stolz auf ihren Beitrag zur Rettung des Landes und Verteidigung der nationalen Sicherheit gegen die linke Gefahr. Der einstige Studentenführer Thirayuth Boonmee und das Crown Property Bureau einigten sich schließlich 1998 unter Vermittlung des ehemaligen Ministerpräsidenten Anand Panyarachun auf die Errichtung eines Denkmals nur für den Volksaufstand von 1973, die Opfer des Thammasat-Massakers wurden nicht berücksichtigt.

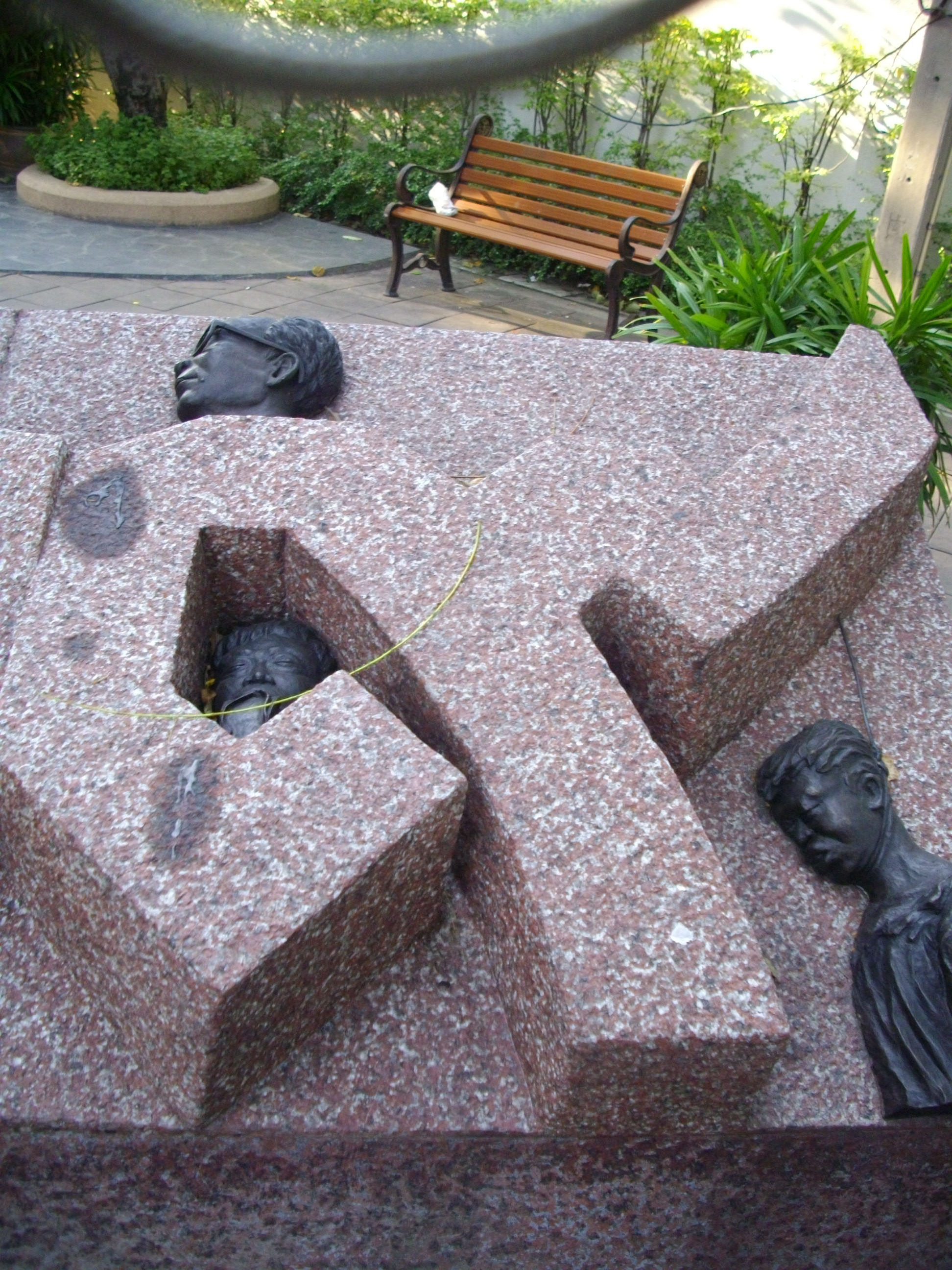
Detail des Denkmals

Stattdessen wurde im Jahr 2000 eine separate Gedenkstätte auf dem Campus der Thammasat-Universität eingeweiht. Das von Surapol Panyawachira gestaltete Denkmal besteht aus einem rechteckigen rotem Granitblock. Aus diesem ist das Datum ๖ ตุลา ๒๕๑๙ (6 Tula 2519; 6. Oktober 1973) gehauen. Zwischen den steinernen Ziffern und Buchstaben eingefügt sind kleine Bronzereliefs, die Figuren und Gesichter, z. B. den damaligen Universitätsrektor Puey Ungphakorn und einen erhängten Studenten, zeigen. Umgeben ist es von einer Einfassung aus schwarzem Marmor, in den ein Zitat Puey Ungphakorns auf Thailändisch und Englisch graviert ist: „What is most regrettable is the fact that young people now have no third choice. If they cannot conform to the government, they must run away. Those interested in peaceful means to bring about freedom and democracy must restart from square one.“
Der 2016 veröffentlichte Spielfilm Dao Khanong – By the Time It Gets Dark der Regisseurin und Drehbuchautorin Anocha Suwichakornpong handelt unter anderem von einer (fiktiven) Anführerin der Studentenbewegung der 1970er-Jahre und dem Thammasat-Massaker. Er gewann 2017 den Thailand National Film Association Award in drei Kategorien (darunter bester Film), lief im internationalen Wettbewerb des Locarno Festivals und wurde als thailändischer Beitrag für den Oscar für den besten fremdsprachigen Film eingereicht. Im Jahr 2017 wurde auch der Dokumentarfilm „The Two Brothers“ veröffentlicht, der sich mit den beiden Ende September 1976 (im Vorfeld des Massakers) in Nakhon Pathom ermordeten Aktivisten und ihren überlebenden Brüdern beschäftigt.